# Sancta Maria (psychiatrie)

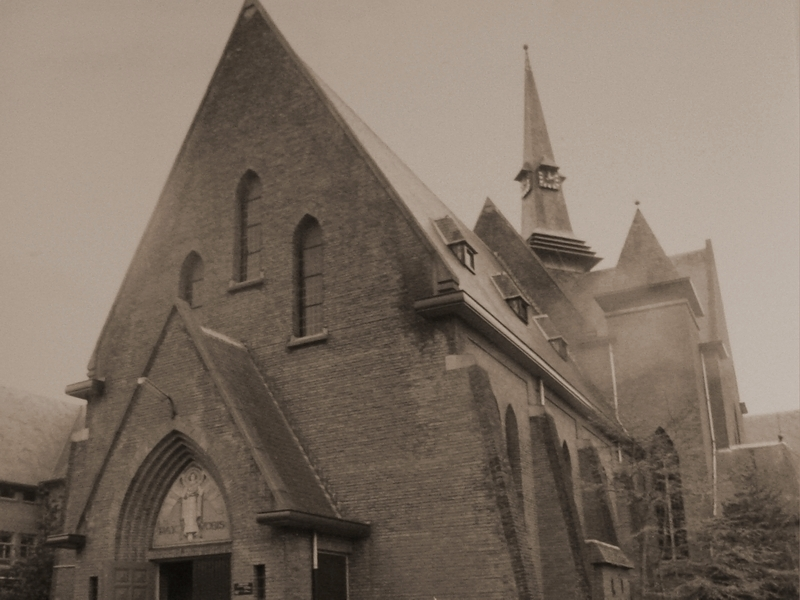
Sancta Maria, oude hoofdgebouw

Sancta Maria is een landgoed in Noordwijkerhout. Voor de Tweede Wereldoorlog werd er een hoofdgebouw, een kapel en acht paviljoens waar vroeger zusters verbleven, gebouwd. Deze werden gebouwd door de Belgische Zusters van Liefde. Het gebouw werd door Jos Bekkers ontworpen in een moderne en symetrische stijl. Tot de jaren 1980 huisde er een psychiatrische inrichting voor katholieke dames in het gebouw, en in 2006 werd het gebouw voor definitief gesloten.
Sinds 2022 kan men op een van de kavels een huis laten bouwen, ook zijn er appartementen gebouwd op het terrein.